# Campiña Sur de Córdoba
La Campiña Sur, oficialment Mancomunitat de la Campiña Sur Cordobesa, és una comarca de la província de Còrdova a Andalusia.
Zona agrícola on el vi i l'olivera presenten una terra que conjumina història i sabor. La denominació d'origen DO Montilla-Moriles promociona per tot el món el nom d'un dels principals municipis de la comarca. Amb més de 23.574 habitants, Montilla conserva part del seu sabor vitivinícola d'antany gràcies als seus cellers visitables i les seves noves indústries. L'hospital Comarcal, l'autovia a Màlaga i el ferrocarril són infraestructures que auguren un bon futur per a aquest municipi cordovès. Puente Genil, més al sud però dintre d'aquesta comarca és altre focus de desenvolupament. La seva futura estació de l'AU a Màlaga la convertirà en la principal ciutat del centre d'Andalusia al costat de Antequera. Ciutat històrica partida en dues pel riu Genil ocupa actualment el tercer lloc en l'ordre de ciutats més grans de la província amb els seus 28.639 habitants. Altres ciutats com Aguilar de la Frontera, amb la seva plaça octogonal, o Monturque amb les seves impressionants Cisternes romanes, també converteixen a aquesta comarca en una destinació cultural inigualable.
Segons el Capítol IV Article 21 dels seus Estatuts "té per objecte promoure, dinamitzar i racionalitzar el desenvolupament integral de la Comarca, que formen els municipis associats i conjugar i coordinar mitjos i esforços materials i humans per a gestionar i satisfer serveis que interessin".

## Fronteres
Limita amb:
- La comarca de la Vega del Guadalquivir i Còrdova al nord.
- La comarca Subbética al sud.
- La comarca de la Campiña Este - Guadajoz a l'est.
- La província de Sevilla a l'oest.

## Municipis
La comarca està integrada per 11 municipis:
- Aguilar de la Frontera (13.589 hab.)
- Fernán Núñez (9.438 hab.)
- La Guijarrosa (1.399 hab.)
- Montalbán de Córdoba (4.602 hab.)
- Montemayor (3.890 hab.)
- Montilla (Còrdova) (23.391 hab.)
- Monturque (2.007 hab.)
- Moriles (3.874 hab.)
- Puente Genil (28.543 hab.)
- La Rambla (7.415 hab.)
- San Sebastián de los Ballesteros (840 hab.)
- Santaella (5.976 hab.)